# 3a Brigada de Guàrdies Mecanitzats "Kune"
La 3a brigada de guàrdia "Kune" (en croat: 3. gardijska brigada "Kune") fou una brigada mecanitzada fundada l'any 1991 a la ciutat de Vinkovci. És una de les 4 brigades croates més elits de l'Exèrcit croat.
La brigada es va fundar per defendre Vukovar, tot i que va caure a les mans de l'Exèrcit Popular Iugoslau. En el mateix any la unitat amb la força de dos batallons d'infanteria intenta trencar l'encerclament de Vukovar. En 1991 l'últim intent de trencar a Vukovar. Per primera vegada durant la Guerra, tota la brigada va participar en l'acció, fins aleshores la participació era de batallons i grups tàctics.